# Kamera (czasopismo)
Kamera – polskie czasopismo poświęcone filmowi krótkometrażowemu (miesięcznik). Pierwszy numer ukazał się w 1957 roku w formacie A4 (210 mm x 297 mm) i objętości 16 stron. 
Redakcja mieściła się w Warszawie przy ul. Puławskiej 61, wydawcą była Centrala Filmów Oświatowych „Filmos”. Do 1960 czasopismo ukazywało się pod tytułem Nowy Film Oświatowy. Do 1965 było rozpowszechniane wyłącznie w prenumeracie dla instytucji, od stycznia 1966 w sprzedaży kioskowej.